# Vipps
Vipps är en norsk betalningsmetod för direktöverföringar mellan privatpersoner och e-handelsköp. Tjänsten utvecklades ursprungligen av banken DNB, men har sedan 2022 slagits samman med den danska betalningstjänsten MobilePay under företaget Vipps MobilePay. I september 2024 lanserades Vipps även i Sverige, vilket gör det möjligt att skicka pengar smidigt mellan Norge, Sverige, Danmark och Finland. Tjänsten kan liknas vid svenska Swish, men erbjuder betalningar på tvärs av nationsgränser i Norden, något som Swish inte kan. 
Vipps lanserades 30 maj 2015 och nådde över en miljon användare innan november samma år. Vipps är idag Norges mest populära mobila betalsätt, på samma sätt som MobilePay är Danmarks mest populära app i samma kategori. Per september 2024 har Vipps och MobilePay 11,5 millioner användare i alla land.
För att använda Vipps som privatperson i Norge behöver man ett norskt bankkonto, vilket kräver norskt personnummer eller D-nummer. De som bor i Sverige, Danmark och Finland behöver ett bankkonto och ett betal- eller kreditkort från en bank i sitt land. I Sverige har flera av bankerna gjort en restriktion så att man inte kan ta emot pengar via Vipps, medan att skicka pengar går bra. Vipps över nationsgränsen har en avgift och innebär en valutaväxling med sedvanligt kurstillägg.
Vipps är ett viktigt betalsätt för företag som vill etablera sig med försäljning i Norge. För att ansluta Vipps till sin webbutik behöver handlaren integrera direkt, eller integrera genom ett betaltjänstföretag, som till exempel  Adyen, Nets eller Bambora.